# 바베호

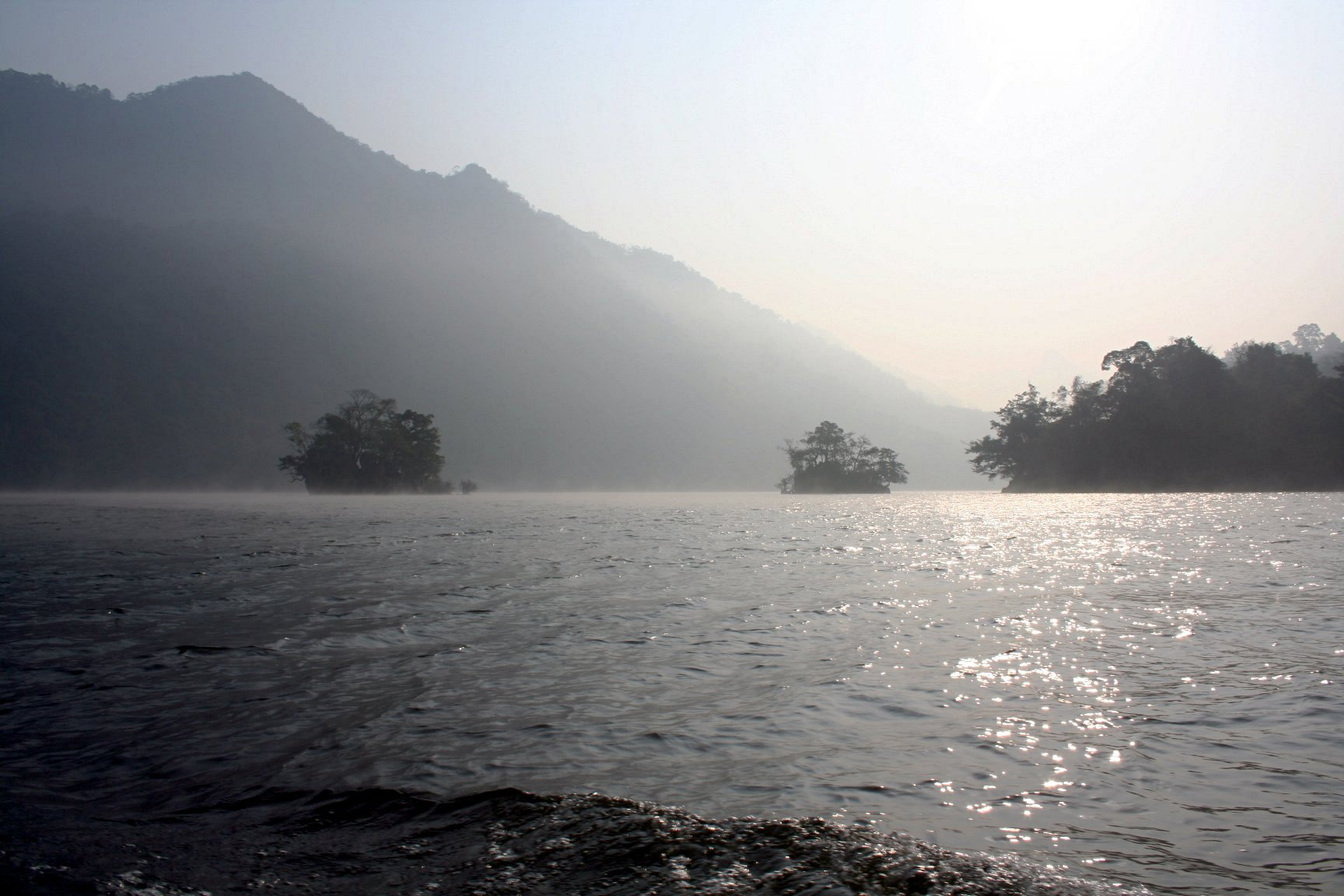

바베호(베트남어: Hồ Ba Bể / 湖𠀧波)는 베트남에서 가장 큰 천연 호수다. 베트남 동북부 지방의 박깐성 바베현, 남머우사에 위치해 있다. 바베호(Hồ Ba Bể)에서 '바'(Ba)는 3을 의미하고, '베'(Bể)는 "호수"를 의미하는 따이어파 pé에서 왔다.
약 2억년 전에 형성된 이 호수는 석회암 절벽으로 둘러싸여 있으며, 이 절벽은 1차 숲으로 덮여 있다. 이 호수는 페럼, 페루, 페렝이라는 이름의 세 구역으로 이루어져 있다. 이 호수의 주요 유입지는 응강, 쯔한강, 남청강이라는 이름의 세 강이다. 응강은 더우당이라는 큰 폭포를 통해 호수로 들어간다. 호수에는 또한 안마, 커후꿈, 포자마이(문학적으로 "과부섬")라는 세 개의 섬이 있다.
바베호는 특색 있는 지리 과학이며 생물다양성 저수지이다. 바베 국립공원의 일부분이기도 한 이곳은 다양한 동물과 식물의 서식지이다.